# Trach

Wappen Trach

Trach ist der Name eines alten freiherrlichen schlesischen Adelsgeschlechts.

## Geschichte
Die Familie nannte sich Trach, Drach oder in lateinischer Form Draco. Früheste urkundliche Nachweise stammen aus dem Fürstentum Liegnitz in Niederschlesien. Conrad Draco urkundet am 19. März 1253 in Liegnitz. Stefan Trach war Hofrichter in Liegnitz und Brieg und wurde in einer deutschen Urkunde am Sonntag vor Weihnachten 1361 erwähnt. In Oberschlesien erscheint die Familie 1324 mit einem Trach von Brzezie (später Birkau), Hofrichter in Ratibor. Am 28. September 1699 erhalten Johann von Trach und seine Vettern Heinrich, Karl Friedrich und Georg Heinrich den alten böhmischen Freiherrnstand verliehen. Die Familie besaß in Oberschlesien einen ausgedehnten Grundbesitz (u. a. die Kleinstadt Kieferstädtel) und wurde durch die Gründung von Industrieanlagen wie Eisenhämmer und Hochöfen sehr wohlhabend. Die Familie Trach starb in ihrer österreichischen Linie 1861 und in der preußischen nach 1812 im Mannesstamm aus.
Durch Adoption wird der Name von Zweigen der Familie Rothkirch weitergeführt.